# Carl Olds
Carl Douglas Olds (né le 11 mai 1912 à Wanganui, en Nouvelle-Zélande, et mort le 11 novembre 1979 à Santa Clara en Californie ) est un mathématicien américain  spécialisé en théorie des nombres.

## Biographie
Carl Olds est né en 1912 à Wanganui, en Nouvelle-Zélande. Il est étudiant en premier cycle à l'université Stanford et poursuit ses études à Stanford jusqu'en Ph. D. avec une thèse intitulée  On the number of representations of the square of an integer as the sum of an odd number of squares soutenue à l'université Stanford en 1943 et préparée sous la direction de James V. Uspensky,.
De 1935 à 1940 et à l'été 1942, il est instructeur intérimaire à l'université Stanford et, de 1940 à 1945, professeur assistant à l'université Purdue. De 1945 jusqu'à sa retraite, Carl Olds est en poste à l'université d'État de San José, où il gravit les échelons jusqu'à devenir professeur titulaire. Il décède en 1979 à Santa Clara.

## Reconnaissance
Olds est lauréat du prix Chauvenet en 1973 pour son article « The simple continued fraction expansion of the number e », publié dans The American Mathematical Monthly en 1970.

## Travaux

### Livres
- Carl D. Olds, Anelli Lax et Giuliana P. Davidoff, The Geometry of Numbers, Mathematical Association of America, 2000 (ISBN 9780883856437, DOI 10.5948/UPO9780883859551)[4]

- Carl D. Olds, Continued Fractions, Mathematical Association of America, 1963 (ISBN 9780883856093, DOI 10.5948/UPO9780883859261, lire en ligne)

### Articles
- Carl D. Olds, « The simple continued fraction expansion of the number e », The American Mathematical Monthly, vol. 77, no 9,‎ novembre 1970, p. 968–974 (URL, consulté le 3 avril 2024).

- Carl D. Olds, « The best polynomial approximation of functions », The American Mathematical Monthly, vol. 57, no 9,‎ novembre 1950, p. 617-621 (URL, consulté le 3 avril 2024).
- Carl D. Olds, « Note on an asymmetric diophantine approximation », Bull. Amer. Math. Soc., vol. 52,‎ 1946, p. 261–263 (URL, consulté le 3 avril 2024).
- Carl D. Olds,On the representations, N3(n2), Bull. Amer. Math. Soc. Volume 47, Number 6 (1941), pp. 499–503. (URL)